# Rozrod

Ukázka rozrodu

Rozrod je forma genealogické tabulky – obsahuje potomky výchozí osoby, respektive výchozího manželského páru, tedy ty osoby, které mají společného předka. Existují dva způsoby vytváření rozrodu. Prvním je sledování jednoho příjmení, strom v takovém případě zahrnuje pouze potomky synů nebo nemanželské potomky dcer. Druhou variantou je sledování potomků synů i dcer, bez ohledu na příjmení.
Rozrod poskytuje přehled o genealogických vazbách v rámci rodu. Jeho zpracování je časově náročné, protože může obsahovat stovky i tisíce osob. Často bývá zpracován v podobě stromu, kdy výchozí osoba / manželský pár je uveden v kořenech nebo na kmeni a jednotlivé rodiny se rozvíjejí do větví.

## Šlechtické rody
Slovo rozrod vyjadřuje také soubor šlechtických rodů, které mají společného předka nebo se k němu hlásí. Příkladem jsou Vítkovci, Drslavici a další.